# Usina Hidrelétrica Cachoeira do Caí
A Usina Hidrelétrica Cachoeira do Caí é uma usina hidrelétrica em projeto no Rio Tapajós,  no Pará. Terá capacidade instalada de 802 MW, quando concluída, sendo a segunda menor do Complexo do Tapajós. A licitação está programada para ser realizada no ano de 2011 e a primeira unidade de geração entrará em funcionamento em 2017.
O lago terá área de 420 km². A queda será de 34,6 metros, gerando 802 MW através de 5 turbinas Kaplan de 163,37 MW cada. Produzirá 3.864 GW/ano.